# Serixia modesta
Serixia modesta là một loài bọ cánh cứng trong họ Cerambycidae.